# Seznam medailistů a medailistek na mistrovství Evropy v biatlonu – smíšená štafeta dvojic
Seznam medailistek a medailistů na mistrovství Evropy v biatlonu ze smíšené štafetě dvojic představuje chronologický přehled stupňů vítězů ve smíšené štafetě dvojic na mistrovství Evropy konaného pravidelně od roku 2016.
Smíšená štafeta dvojic byl na evropský šampionát zařazena poprvé v roce 2016. 
| Rok  | Dějiště        | Zlato                                                | Stříbro                                                         | Bronz                                                           |
| ---- | -------------- | ---------------------------------------------------- | --------------------------------------------------------------- | --------------------------------------------------------------- |
| 2016 | Ťumeň          | Rusko Viktorija Slivková Anton Babikov               | Německo Luise Kummerová Matthias Dorfer                         | Norsko Ingrid Landmark Tandrevoldová Vetle Sjåstad Christiansen |
| 2017 | Dušníky        | Rusko Darja Virolajnenová Jevgenij Garaničev         | Norsko Ingrid Landmark Tandrevoldová Vetle Sjåstad Christiansen | Polsko Krystyna Guziková Grzegorz Guzik                         |
| 2018 | Ridnaun        | Norsko Thekla Brun-Lieová Vetle Sjåstad Christiansen | Francie Julia Simonová Émilien Jacquelin                        | USA Susan Dunkleeová Lowell Bailey                              |
| 2019 | Raubiči        | Rusko Jevgenija Pavlovová Dmitrij Malyško            | Švédsko Anna Magnussonová Jesper Nelin                          | Francie Lou Jeanmonnotová Aristide Bègue                        |
| 2020 | Raubiči        | Norsko Karoline Erdalová Endre Strømsheim            | Německo Stefanie Schererová Justus Strelow                      | Ukrajina Anastasija Merkušinová Rusłan Tkałenko                 |
| 2021 | Dušníky        | Německo Stefanie Schererová Justus Strelow           | Francie Caroline Colombová Émilien Claude                       | Rusko Larisa Kuklinová Jevgenij Garaničev                       |
| 2022 | Velký Javor    | Rusko Anton Babikov Evgeniya Burtasova               | Francie Émilien Claude Lou Jeanmonnotová                        | Německo Justus Strelow Franziska Hildebrandová                  |
| 2023 | Lenzerheide    | Norsko Juni Arnekleivová Endre Strømsheim            | Švýcarsko Amy Basergová Niklas Hartweg                          | Francie Paula Botetová Émilien Claude                           |
| 2024 | Brezno-Osrblie | Švédsko Anton Ivarsson Sara Anderssonová             | Norsko Vebjørn Sørum Emilie Ågheim Kalkenbergová                | Rakousko Patrick Jakob Kristina Oberthalerová                   |